# Annelies Lengacher
Annelies Lengacher (* 1964) ist eine ehemalige Schweizer Skilangläuferin.

## Werdegang
Lengacher, die für den NSK Thun startete, trat national erstmals in der Saison 1979/80 in Erscheinung. Dabei errang sie beim Feutersoeyer Langlauf den dritten Platz. Bei den Schweizer Meisterschaften 1981 in Urnäsch wurde sie Zehnte über 5 km und kam bei den Junioren-Skiweltmeisterschaften 1981 in Schonach auf den 32. Platz über 5 km und auf den zehnten Rang mit der Staffel. Nach Platz eins über 5,5 km in Schwarzenbühl zu Beginn der Saison 1981/82 holte sie in Furtwangen im Schwarzwald mit dem 16. Platz über 5 km ihre ersten und einzigen Weltcuppunkte. Bei den Schweizer Meisterschaften 1982 errang sie über 5 km und mit der Staffel jeweils den fünften Platz und bei den Junioren-Skiweltmeisterschaften 1982 in Murau den 30. Platz über 5 km und den siebten Platz mit der Staffel. In der folgenden Saison siegte sie beim internationalen Langlauf in San Bernardino über 7,5 km und holte bei den Schweizer Meisterschaften 1983 Bronze mit der Staffel vom Berner Oberländer Skiverband. Bei den Junioren-Skiweltmeisterschaften 1983 in Kuopio belegte sie den 21. Platz über 5 km und den achten Rang mit der Staffel. In der Saison 1983/84 wurde sie in Zweisimmen Zweite über 7,5 km und gewann bei den Schweizer Meisterschaften 1984 erneut die Bronzemedaille mit der Staffel. Zudem wurde sie dort jeweils Sechste über 5 km und 10 km und Fünfte über 20 km. Bei den Junioren-Skiweltmeisterschaften 1984 in Trondheim lief sie auf den 33. Platz über 10 km und auf den zehnten Rang mit der Staffel.
Nach Platz drei in Klosters über 5 km und Rang eins in Pontresina über 10 km zu Beginn der Saison 1984/85 wurde Lengacher für die nordischen Skiweltmeisterschaften 1985 in Seefeld in Tirol nominiert. Dort belegte sie den 33. Platz über 20 km, den 23. Rang über 10 km und den 21. Platz über 5 km. Zudem lief sie dort zusammen mit Karin Thomas, Martina Schönbächler und Evi Kratzer auf den sechsten Platz in der Staffel. Bei den nachfolgenden Schweizer Meisterschaften in Einsiedeln gewann sie über 5 km und mit der Staffel jeweils die Bronzemedaille. Im folgenden Jahr wurde sie bei den Schweizer Meisterschaften in Trun Fünfte über 5 km und jeweils Vierte über 10 km und 20 km. Zudem holte sie dabei die Silbermedaille mit der Staffel. In der Saison 1986/87 siegte sie in Hasliberg über 8 km und in Furtwangen mit der Schweizer Staffel. Bei den Schweizer Meisterschaften 1987 kam sie auf den siebten Platz über 20 km, jeweils auf den fünften Platz über 5 km und 10 km und auf den vierten Platz mit der Staffel und wurde daraufhin nicht für die nordischen Skiweltmeisterschaften 1987 in Oberstdorf nominiert. 
Nach einem Autounfall fiel Lengacher für die gesamte Saison 1987/88 aus. Sie startete erstmals wieder im Januar 1989 bei den Meisterschaften des Berner Oberländer Skiverbandes, wo sie mit der Staffel vom NSK Thun gewann. Bei den Schweizer Meisterschaften 1989 wurde sie Fünfte mit der Staffel und bei den Schweizer Meisterschaften 1990 Neunte über 15 km klassisch. In der Saison 1990/91 errang sie den dritten Platz über 10 km in Pontresina und den ersten Platz über 20 km Freistil in Blonay. Bei den Schweizer Meisterschaften 1991 in Kandersteg lief sie auf den sechsten Platz über 15 km klassisch, auf den fünften Rang über 5 km klassisch und auf den vierten Platz in der Verfolgung. In ihrer letzten Saison gewann sie bei den Schweizer Meisterschaften 1992 Bronze mit der Staffel. Zudem kam sie auf den siebten Platz in der Verfolgung und auf den sechsten Rang über 15 km klassisch. Nach ihrer Karriere war sie bis 1998 Trainerin beim Berner Oberländer Skiverband und ist seit 2009 als Psychotherapeutin tätig.